# Рудолф I фон Зизгау
Рудолф I фон Зизгау (на немски: Rudolf I im Sisgau; на латински: Rodolfi comitis; † сл. 1 юни 1048) е граф на Тирщайн в Ааргау и Хомберг (в Лойфелфинген в кантон Базел Ландшафт) и в Зизгау (в кантон Золотурн) в Швейцария.
Резиденцията на фамилията му Тирщайн вероятно е замък „Алт-Тирщайн“ в община Гипф-Оберфрик в Ааргау. Император Хайнрих III го поставя като граф в Зизгау.
След измирането на графовете „фон Хомберг-Тирщайн“ през 1232 г. следващите господари на територията на рода стават Хабсбургите.

## Деца
Рудолф I фон Зизгау има двама сина:
- Рудолф II фон Тирщайн († сл. 7 март 1114), граф на Тирщайн, женен за Ита фон Хабсбург († сл. 1125), дъщеря на граф Вернер I фон Хабсбург († 1096) и Регилинда фон Неленбург графиня на Баден († 1086).
- Рудолф фон Хомбург († 9/10 ноември 1122), епископ на Базел (1107 – 1122)